# Рефинансирование
Рефинанси́рование (англ. refinancing, refinance) — замена существующего долгового обязательства на новое долговое обязательство на рыночных условиях. Порядок и условия рефинансирования значительно различаются в зависимости от юрисдикции и экономических факторов, включая банковское регулирование, валютный и процентный риск, а также кредитоспособность заёмщика. Рефинансирование может сочетаться с реструктуризацией долга.

## Рефинансирование на финансовых рынках
Заёмщик может рефинансировать свои долговые обязательства, исходя из задач оптимизации долговой политики. В экономически развитых странах рефинансирование является общепринятой формой управления ипотечным заёмщиком своими обязательствами. На рынке ценных бумаг рефинансированием является выпуск новых ценных бумаг для замещения и/или погашения ценных бумаг более старых выпусков. Обычно новые бумаги выпускаются с более низким процентом или с другим сроком погашения.
Рефинансирование может преследовать несколько задач:
- компенсация погашения другого долгового обязательства (замена старого долга на новый),
- оптимизация выплат (сокращение величины регулярного платежа или снижение срочности долга),
- консолидация долга (замена нескольких долговых обязательств на одно обязательство),
- удлинение срочности долга для снижения величины текущих выплат,
- управление процентным риском (переход от фиксированной к плавающей процентной ставке и наоборот),
- изменения временного профиля погашения (включая введение льготного периода) для снижения текущего долгового бремени.

Как правило, заёмщики заинтересованы в рефинансировании на рыночных условиях, если новый заём может быть получен под меньшую процентную ставку, остаток непогашенной задолженности достаточно большой, а расходы на досрочное погашение предыдущего займа (например, комиссия за досрочное погашение) и обслуживание нового займа не превышают выгоду от снижения процентной ставки.

## Рефинансирование в денежно-кредитной политике
Согласно статье 40 Федерального закона от 10.07.2002 № 86-ФЗ «О Центральном банке Российской Федерации (Банке России)», под рефинансированием понимается кредитование Банком России кредитных организаций. Банк России самостоятельно устанавливает формы, порядок и условия рефинансирования.
Рефинансирование центрального банка представляет собой набор операций по предоставлению банкам ликвидности. Краткосрочный спрос на рефинансирование центрального банка может возникнуть из-за краткосрочного гэпа ликвидности (необходимости произвести банком клиентские или собственные платежи при отсутствии доступных ликвидных активов) при закрытом (неработающем) денежном рынке, а также в экстраординарных обстоятельствах — бегстве вкладчиков. Долгосрочный спрос на рефинансирование центрального банка зависит от структурного дефицита ликвидности банковского сектора, прежде всего, изъятием фискальными властями значительного объёма денежного предложения и ростом наличного денежного обращения. Как правило, рефинансирование центрального банка осуществляется по цене выше денежного рынка.

## Ставка рефинансирования и ключевая ставка Банка России
Процентная ставка рефинансирования представляет собой информационную (референсную) процентную ставку Банка России. Впервые была введена 1 января 1992 года и применялась к ломбардным кредитам «овернайт». В настоящее время широко используется в целях налогообложения и расчёта пеней и штрафов. Для разрыва связи между фискальной и денежно-кредитной ролью процентной ставки с 1 января 2016 года Банк России не устанавливает самостоятельного значения ставки рефинансирования. Основной ставкой денежно-кредитной политики является ключевая ставка, по которой проводятся операции Банка России по управлению ликвидностью банковского сектора. Ключевая ставка введена Банком России 13 сентября 2013 года и служит основным индикатором денежно-кредитной политики. Значение ставки рефинансирования автоматически приравнивается к ключевой ставке.

## Рефинансирование кредитов в России
Согласно данным всероссийского опроса, проведенного НАФИ в 2016 году, 12 % руководителей компаний малого и среднего бизнеса указали на потребность в рефинансировании кредитов. Среди организаций, выплачивающих кредит, необходимость в рефинансировании отмечали 38 %. Чем крупнее организация, тем она менее заинтересована в рефинансировании (14 % среди микро- и 23 % среди средних предприятий).
|                                                                                          | Все опрошенные | Микро-предприятие | Малое предприятие | Среднее предприятие |
| ---------------------------------------------------------------------------------------- | -------------- | ----------------- | ----------------- | ------------------- |
| Кредиты есть, но потребность в их рефинансировании отсутствует                           | 19             | 14                | 21                | 23                  |
| Кредиты есть и требуется их рефинансирование в связи с ухудшением банком условий         | 4              | 1                 | 4                 | 8                   |
| Кредиты есть и требуется рефинансирование, так как снизилась платежеспособность компании | 8              | 9                 | 7                 | 8                   |
| Действующих кредитов нет                                                                 | 69             | 76                | 68                | 61                  |

### Рефинансирование ипотеки
Банки РФ предлагают услуги рефинансирования ипотечных кредитов. Целью может быть как увеличение срока (с понижением ежемесячных взносов), так и уменьшение процентной ставки. Для того, чтобы рефинансировать свой ипотечный кредит, заемщику необходимо обратиться либо в свой банк, где был получен ипотечный кредит, либо в другой, который выдаст новый ипотечный кредит на погашение суммы основного долга по действующему. В первом случае снижение ставки происходит в рамках действующего кредитного договора (на усмотрение действующего кредитора), во втором — происходит выдача нового ипотечного кредита.